# Rock FM
Rock FM este un post de radio din România, lansat pe 25 octombrie 2010, înlocuind frecvențele OneFM.Acest post de radio abordează formatul classic rock, difuzând piese rock din anii '60, '70, '80, '90, '00, până în prezent. Acest post de radio emite pe diverse frecvențe în toată țara, dar și online, pe site-ul său.
Atât site-ul, cât și emisiunile Rock FM difuzează și știri care au ca protagoniști pe artiștii muzicii rock, atât cei tradiționali, cât și cei relativ recent apăruți pe scena muzicală. Postul de radio se auto-definește ca fiind unul de rock classic, iar jingle-urile lor conțin sintagma „Classic Rock”.

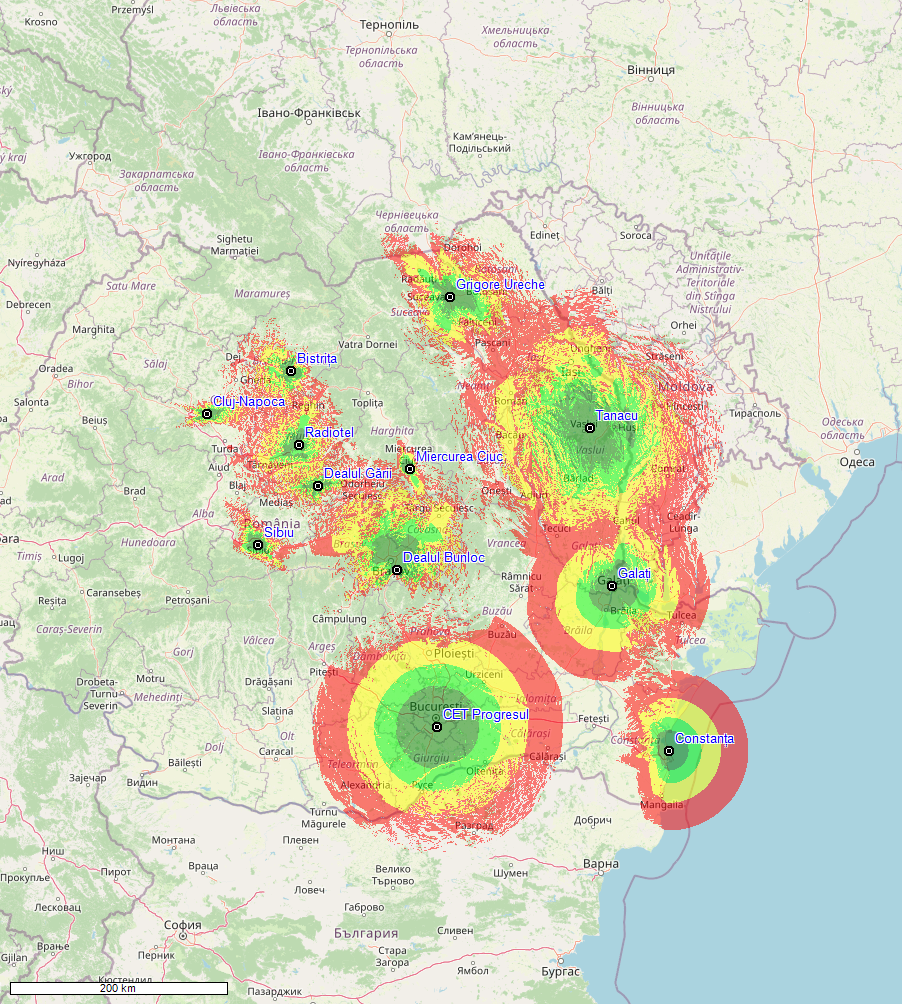
Acoperire aproximativă a semnalului Rock FM.
Recepționat de orice receiver în zonă
Recepționat bine de un receiver slab al mașinii
Recepționat bine de un receiver puternic al mașinii / de un receiver slab al mașinii (dar cu probleme)
Recepționat de un receiver puternic al mașinii (dar cu probleme)

     Recepționat de orice receiver în zonă
     Recepționat bine de un receiver slab al mașinii
     Recepționat bine de un receiver puternic al mașinii / de un receiver slab al mașinii (dar cu probleme)
     Recepționat de un receiver puternic al mașinii (dar cu probleme)

## Frecvențe
- Bistrița - 88,2
- Brașov - 89,5
- București - 100,6
- Cluj-Napoca - 92,2
- Constanța - 103,9
- Galați-Brăila - 104,8
- Miercurea-Ciuc - 90,9
- Sighișoara - 105,4
- Sibiu - 89,9
- Suceava - 107,7
- Târgu Mureș - 88,4
- Vaslui - 91,2